# Zentralanatolische Kurden
Die zentralanatolischen Kurden (kurdisch Kurdên Anadoliya Navîn, türkisch Orta Anadolu Kürtleri oder İç Anadolu Kürtleri) sind Kurden in der Türkei, die seit dem 12. Jahrhundert in Zentralanatolien leben (Provinzen Aksaray, Ankara, Çankırı, Çorum, Eskişehir, Karaman, Kayseri, Kırıkkale, Kırşehir, Konya, Nevşehir, Niğde, Sivas und Yozgat).
Den Kern der zentralanatolischen Kurden bilden die Tuz Gölü Kürtleri (Kurden des Tuzgölü), die in den Provinzen von Ankara, Konya und Aksaray leben. Der Staatsgründer Mustafa Kemal Atatürk erwähnte sie in einem Interview mit Ahmet Emin (Yalman) vom 16./17. Januar 1923 als „Konya çöllerindeki Kürtler“ (Kurden in den Wüsten von Konya). Sie sprechen als Muttersprache entweder Kurmandschi, Şêxbizinî oder Türkisch, und sind sunnitische Moslems oder Aleviten.

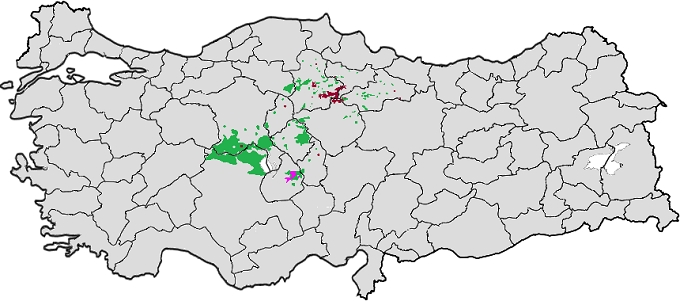
Wohngebiete der Zentralanatolischen Kurden

## Geschichte
Der erste kurdische Stamm, der in Zentralanatolien ankam, ist der Modanlı-Stamm. Sie siedelten sich 1184 in Haymana an und breiteten sich nicht nur in verschiedene Orte Zentralanatoliens, sondern auch nach Konstantinopel und Rumelien aus: Aksaray, Kütahya, Rumeli, Çatalca, Koçhisar, Haymana, İpsala and Evreşe. Der Modanlı-Stamm zählte zum Asiret Merdisi. Das erste zentralanatolische kurdische Dorf namens Kürtler (Kurden) wurde 1463 in Yabanâbâd (heute Kızılcahamam-Çamlıdere, Ankara) gegründet.
Das erste kurdische Exil nach Zentralanatolien wurde während der Herrschaft von Selim I. (1512–1520) gewährt, der allerdings für die Massentötung von mindestens 40.000 alevitischen Turkmenen im Zuge der Schlacht von Tschaldiran verantwortlich war.

## Stämme
Die größten Stämme der zentralanatolischen Kurden sind die Şeyhbizinî, die eine Art zentralkurdischen Dialekt sprechen, die Reşî (oder Reşvan) und die Canbegî, die zwei jeweils Mundarten des Kurmandschî sprechen, sowie noch die Êrkecikî-Kurden, die einen Dimilî-Dialekt sprechen.

## Sprache
Im Allgemeinen zählen zu ihren Muttersprachen Kurdisch (Kurmandschi), doch haben Kurmandschi-sprachige Personen Schwierigkeiten, die Sprache zu verstehen, die in Haymana gesprochen wird, wo Mitglieder des Şeyhbizin-Stammes (Şêxbizinî) leben. Die neue Generation der Kurden spricht in manchen Siedlungen kein Kurdisch mehr.